# 花泉酒造
花泉酒造株式会社（はないずみしゅぞう）は、福島県南会津郡南会津町にある日本酒の蔵元である。

## 沿革
1920年(大正9年)　南会醸造株式会社創業
1937年(昭和12年)　南会醸造合名会社に組織変更
1989年(平成元年)　銘柄名にあわせ、花泉酒造合名会社に社名変更
2022年(令和4年)　株式会社へ組織変更、花泉酒造株式会社に社名変更

## 銘柄
花泉
- 本醸造 原酒
- 本醸造 辛口
- 本醸造
- 瑞祥 花泉
- 純米酒
- 一口万（ひとろまん）
- だぢゅー
- 七口万（ななろまん）
- 十口万（とろまん)
- 口万  (ろまん)
- にごり酒（季節限定）
- といのくち（季節限定）
- 雪中貯蔵酒（季節限定）

ロ万
酒米、麹とも福島県産を使用。酒米「夢の香」「五百万石」、酵母「うつくしま夢酵母」。